# 1976
Il 1976 (MCMLXXVI in numeri romani) è un anno bisestile del XX secolo.

## Eventi
- Africa: viene scoperta l'ebola
- Stati Uniti d'America: una legge allunga la durata del copyright per un ulteriore ventennio.
- Alcuni Stati degli Stati Uniti ripristinano, dal 1º gennaio, la pena di morte: tra questi il Texas, la Florida e la Georgia.
- Viene lanciato sul mercato il primo supercomputer commerciale, il Cray-1, realizzato da Seymour Cray.
- L'IBM introduce il primo modello di stampante laser, l'IBM 3800.

### Gennaio
- 3 gennaio – Cambogia: viene redatta la costituzione della Kampuchea Democratica nazione fondata dai guerriglieri Khmer rossi.
- 12 gennaio – il Consiglio di sicurezza delle Nazioni Unite ammette con undici voti a favore e uno contrario l'Organizzazione per la Liberazione della Palestina (OLP).
- 14 gennaio – esce il primo numero del quotidiano la Repubblica.
- 15 gennaio – Sara Jane Moore, autrice di un attentato alla vita del presidente degli Stati Uniti Gerald Ford è condannata all'ergastolo.
- 16 gennaio – 173 morti in scontri a Beirut
- 18 gennaio – Milano: dopo un conflitto a fuoco con le forze dell'ordine, vengono arrestati i brigatisti rossi Renato Curcio e Nadia Mantovani.
- 21 gennaio – il Concorde decolla per il suo primo volo commerciale.
- 23 gennaio – Sandro Munari su Lancia Stratos vince per la seconda volta consecutiva il Rally di Monte Carlo.
- 29 gennaio – Italia: la Corte di cassazione condanna il film Ultimo tango a Parigi di Bernardo Bertolucci: viene vietata la proiezione e vengono bruciate tutte le copie del film.

### Febbraio
- 1º febbraio – rubati al Palazzo dei Papi di Avignone 119 quadri di Picasso
- 4 febbraio
  - Guatemala e Honduras sconvolti da un terremoto che uccide più di 22 000 persone.
  - Aperti a Innsbruck i XII Giochi olimpici invernali. I Giochi si chiudono il 15 febbraio.
- 6 febbraio – Italia: scoppia lo scandalo Lockheed; vengono inquisiti gli ex ministri Mario Tanassi e Luigi Gui e il più volte presidente del Consiglio, Mariano Rumor.
- 13 febbraio – Nigeria: il generale Murtala Ramat Mohammed viene assassinato durante un tentativo di colpo di Stato.
- 18 febbraio – riconoscimento del nuovo governo dell'Angola, guidato da Agostinho Neto, da parte dell'Italia e di altri dieci Paesi occidentali.
- 27 febbraio – il Fronte Polisario proclama la Repubblica Democratica Araba dei Sahrawi nel Sahara Occidentale.

### Marzo
- 1º marzo – Italia: crisi monetaria: la lira viene di fatto svalutata del 12%.
- 9 marzo
  - una donna viene per la prima volta ammessa all'Accademia di West Point.
  - Incidente alla funivia del Cermis, in Val di Fiemme: 42 persone muoiono in seguito alla caduta di una cabina dell'omonima funivia a causa della rottura di una fune.
- 19 marzo – Eddy Merckx vince la sua settima Milano-Sanremo di ciclismo.
- 24 marzo – colpo di Stato militare in Argentina; destituita la presidente Isabel Perón; prende il potere il generale Jorge Rafael Videla.
- 26 marzo – alle ore 12:06 cade l'ultimo diaframma di roccia nel cunicolo di sicurezza del traforo autostradale del San Gottardo: è il primo cunicolo del traforo a essere completato.
- 30 marzo – Qualcuno volò sul nido del cuculo di Miloš Forman vince il Premio Oscar come miglior film.

### Aprile
- 1º aprile
  - Italia: la camera dei deputati approva con i voti di Democrazia Cristiana e Movimento Sociale Italiano l'articolo 2 della legge sull'aborto: la pratica è considerata reato ed è ammessa solo in casi di pericolo per la vita della madre.
  - Stati Uniti: la Corte Suprema riconosce l'eutanasia concedendo a Karen Ann Quinlan, in coma da un anno, il diritto a morire.
  - Stati Uniti: in California Steve Jobs e Steve Wozniak fondano la Apple Computer, società di informatica e personal computer.
- 3 aprile – il Regno Unito vince l'Eurovision Song Contest, ospitato a L'Aia, nei Paesi Bassi.
- 5 aprile
  - Cambio della guardia al numero 10 Downing Street: James Callaghan succede come Primo ministro del Regno Unito a Harold Wilson.
  - Cambogia: il principe Norodom Sihanouk rinuncia alla carica di capo di Stato ad un anno dalla salita al potere dei Khmer rossi.
- 7 aprile – Cina: destituito Deng Xiaoping; gli succede Hua Guofeng.
- 10 aprile – si intensifica la protesta delle femministe con cortei in tutta Italia.
- 11 aprile – Cisgiordania: per la prima volta le donne alle urne.
- 22 aprile – il regista Ingmar Bergman lascia la Svezia dopo un contenzioso fiscale.
- 25 aprile – Portogallo: approvata la nuova Costituzione

### Maggio
- 5 maggio
  - Atene: un milione e mezzo di persone accorrono per i funerali di Alexandros Panagulis, rivoluzionario, politico e poeta greco.
  - Torino: Edgardo Sogno e Luigi Cavallo sono arrestati con l'accusa di aver organizzato un Golpe bianco al fine di istituire una repubblica presidenziale. Gli imputati saranno assolti nel 1978.
- 6 maggio – Terremoto del Friuli: alle 21:00:12 una serie di scosse con epicentro a Monte S. Simeone distruggono Gemona, Tarcento, Tricesimo, Venzone, Colloredo di Monte Albano, Buja, Tolmezzo, Bordano e buona parte dell'Alto Friuli. Il terremoto è classificato con il decimo grado della scala Mercalli. Ci saranno 965 morti, 3 000 feriti, 45 000 senzatetto.
- 9 maggio – Ulrike Meinhof, ideologa della Frazione Armata Rossa, si impicca nel carcere di Stoccarda.
- 16 maggio – Muoiono durante le gare valevoli per il motomondiale al Mugello i piloti motociclisti Otello Buscherini durante la gara della 250 e Paolo Tordi durante la gara della 350, entrambi a bordo di motociclette Yamaha.
- 17 maggio –  Recrudescenza della guerra civile in Libano: più di 35 morti in ventiquattro ore.
- 18 maggio – si accentua il clima di terrore in Argentina dopo il colpo di Stato; ritrovati centoventisei cadaveri crivellati da raffiche di mitra; le persone sequestrate e scomparse (desaparecidos) sono diverse centinaia.
- 21 maggio – Catania, al Giro d'Italia muore a causa di una caduta il ciclista spagnolo Juan Manuel Santisteban.
- 23 maggio – Manila, Filippine: si conclude con uno scontro a fuoco con le truppe regolari e con la morte di tredici persone il dirottamento aereo del 21 maggio da parte di un commando di guerriglieri musulmani.

### Giugno
- 1º giugno – Libano: uomini di Al Fatah tentano di bloccare l'avanzata di truppe siriane.
- 4 giugno – parte da Plymouth (Inghilterra) la traversata in solitario dell'Atlantico (OSTAR) che si concluderà il 27 giugno con la vittoria della Pan Duick VI di Éric Tabarly.
- 6 giugno – Sudafrica: disordini a Soweto contro l'apartheid; nei dieci giorni seguenti i morti saranno più di cento.
- 8 giugno
  - Libano: furiosa battaglia tra siriani e le forze islamo-progressiste.
  - Uccisi a Genova dalle Brigate Rosse il procuratore generale della Repubblica Francesco Coco, la sua guardia del corpo e il suo autista.
- 10 giugno – accordo al Cairo per una pace in Libano. La Lega araba garantirà una protezione ai palestinesi.
- 12 giugno
  - Felice Gimondi vince il 59º Giro d'Italia di ciclismo.
  - Uruguay: in un Colpo di Stato viene destituito il presidente Juan María Bordaberry; al suo posto il vicepresidente Alberto Demicheli
- 13 giugno – Adriano Panatta vince gli Internazionali di Francia di tennis.
- 16 giugno
  - Beirut - l'ambasciatore americano Francis Meloy e il ministro Robert Waring vengono rapiti e uccisi da membri del Fronte per la liberazione palestinese.
  - Soweto - la manifestazione di protesta degli studenti sudafricani contro l'introduzione della lingua afrikaans viene duramente repressa dalla polizia, dando il via a scontri che provocano centinaia di morti nei giorni seguenti.[1]
- 20 giugno – la sonda americana Viking 1 entra in orbita attorno a Marte.
- 27-28 giugno – Stati Uniti d'America: al G7 di San Juan (Porto Rico) si riuniscono per la seconda volta gli Stati maggiormente industrializzati. Per la prima volta, assieme a Stati Uniti, Giappone, Germania, Regno Unito, Francia e Italia, partecipa il Canada.
- 29 giugno – Le Isole Seychelles ottengono l'indipendenza dal Regno Unito dopo 170 anni.

### Luglio
- 2 luglio – riunificazione del Vietnam (Vietnam del Sud e Vietnam del Nord).
- 3 luglio
  - Stati Uniti: la Corte Suprema decide che la pena di morte non è intrinsecamente crudele o inusuale e che è una forma punitiva costituzionalmente accettabile.
  - Inghilterra: il tennista ventenne Björn Borg vince il Torneo di Wimbledon.
- 4 luglio
  - Stati Uniti: festeggiamento del bicentenario della nazione.
  - Entebbe, Uganda: gli israeliani liberano i 103 ostaggi prigionieri su un aereo dell'Air France dirottato da terroristi filo-palestinesi. Muoiono un israeliano e diversi militari ugandesi. Il fatto verrà ricordato come Operazione Entebbe.
- 6 luglio – l'Unione Sovietica lancia nello spazio la navicella Sojuz 21 con due astronauti a bordo.
- 10 luglio
  - Seveso: una nube tossica crea vittime e rende inagibile per anni una vasta area attorno all'industria ICMESA.
  - Roma: ucciso da membri del movimento neofascista Ordine Nuovo Vittorio Occorsio, giudice che si occupa dell'inchiesta sulla Strage di piazza Fontana.
- 14 luglio
  - Francia: ucciso da ignoti a Traves (Francia) l'ex colonnello delle SS Joachim Peiper che ordinò la Strage di Boves.
  - Germania: un uomo di 43 anni, Joachim Kroll, confessa di aver ucciso otto bambini.
- 17 luglio – si aprono a Montréal (Canada) i Giochi della XXI Olimpiade.
- 20 luglio – una missione NASA porta la sonda Viking 1 ad atterrare su Marte. La sonda invierà foto dal pianeta rosso.
- 21 luglio – Repubblica d'Irlanda, uccisi a Dublino in un attentato l'ambasciatore britannico Christopher Ewart-Biggs e la sua segretaria.
- 23 luglio – sciagura ferroviaria al Passo del Sempione: sei morti
- 24 luglio – sospeso a divinis dal Vaticano, per aver rifiutato le riforme del Concilio Ecumenico Vaticano II, monsignor Marcel Lefebvre, vescovo di Ecône (Svizzera).
- 28 luglio
  - Francia: primo ghigliottinato a Marsiglia del dopo-De Gaulle; il giustiziato Christian Ranucci, di 22 anni, aveva ucciso una bambina.
  - Tangshan (Cina), un terremoto uccide 240 000 persone e ne ferisce gravemente oltre 150 000.

### Agosto
- 1º agosto
  - Nürburgring: il pilota automobilistico di Formula 1 Niki Lauda rimane ferito in un grave incidente durante il Gran Premio di Germania.
  - Montréal, Canada: si concludono i XXI Giochi Olimpici.
- 4 agosto – Sudan: il presidente Ja'far Muhammad al-Nimeyri fa giustiziare ottantuno responsabili del fallito golpe.
- 5 agosto – Filadelfia, USA: l'atleta Dwight Stones stabilisce il record mondiale di salto in alto: 2,32 m.
- 6 agosto – Italia: viene consentito alle donne in gravidanza di Seveso (caso diossina) di ricorrere all'aborto terapeutico nel timore di parti con bimbi deformi.
- 7 agosto – Stati Uniti: il Viking 2 entra in orbita su Marte
- 8 agosto
  - Wimbledon, Inghilterra: la squadra italiana di tennis vince la finale europea di Coppa Davis.
  - Miami (Stati Uniti): assassinato John Roselli, boss mafioso che si ritiene fosse stato incaricato dalla CIA di uccidere Fidel Castro.
- 16 agosto – Ecuador: un aereo di linea precipita presso il vulcano Chimborazo causando 59 morti.
- 17 agosto – Filippine meridionali: un terremoto causa 5 000 morti ed altrettanti dispersi.
- 22 agosto – Brno (Cecoslovacchia): Walter Villa su Harley-Davidson vince per la terza volta consecutiva il campionato mondiale della classe 250 di motociclismo.

### Settembre
- 3 settembre – USA: la sonda Viking 2 atterra su Marte.
- 5 settembre – Ostuni (Italia): il ciclista Freddy Maertens vince il campionato mondiale di ciclismo su strada.
- 6 settembre – Rufina (Italia): muore, uccisa da un contadino impazzito, Clarice Benini la più grande scacchista italiana.
- 9 settembre:
  - L'Organizzazione per la Liberazione della Palestina (OLP) aderisce alla Lega araba.
  - La JVC lancia sul mercato il VHS, che sarà il sistema più usato per la distribuzione di film e la visone e registrazione di contenuti video in ambito domestico fino agli anni 2000.
- 10 settembre: scontro aereo in volo tra un Trident britannico e un DC9 jugoslavo: 176 le vittime.
- 11-15 settembre: nuove scosse di terremoto in Friuli; a Gemona crolla gran parte del centro storico che aveva resistito.
- 17 settembre – Egitto: Anwar al-Sadat (futuro Premio Nobel per la pace nel 1978) viene rieletto presidente quasi all'unanimità.
- 18 settembre  - Circa 1,5 milioni di cinesi partecipano a Pechino ai funerali del defunto Mao Zedong.
- 19 settembre  - In Svezia si registra una clamorosa sconfitta dei socialdemocratici al governo da 44 anni. Vince una coalizione di centro.
- 20 settembre – Isparta: un Boeing 727 turco si schianta contro una montagna: 155 le vittime, delle quali 85 italiane.
- 21 settembre
  - Washington (Stati Uniti): Orlando Letelier, ex ministro del governo di Salvador Allende, viene ucciso da una bomba collocata nella sua auto.
  - Le Isole Seychelles entrano nell'ONU.
- 24 settembre – Salerno: sequestrato il film di Bernardo Bertolucci Novecento Atto I.

### Ottobre
- 2 ottobre – La Paz in Messico viene semidistrutta dall'uragano Liza.
- 6 ottobre
  - Thailandia: massacro dell'Università Thammasat e conseguente colpo di Stato militare che porta al potere la fazione filo-monarchica dell'esercito.
  - Barbados: un attentato terroristico causa l'esplosione in volo del DC-8 della Cubana de Aviación, provocando la morte di tutti i 73 passeggeri presenti a bordo (Volo Cubana 455).
- 14 ottobre – Pechino (Cina): il nuovo presidente del Partito Comunista Cinese è Hua Guofeng. Succede a Mao Zedong, scomparso il 9 settembre precedente.
- 24 ottobre – James Hunt su McLaren è Campione del Mondo di Formula 1 con 1 punto di vantaggio su Niki Lauda (Ferrari).
- 26 ottobre – nasce in Africa il nuovo Stato del Transkei.
- 29 ottobre – Erich Honecker diventa Presidente del Consiglio di Stato della Repubblica Democratica Tedesca (Germania Est).
- 30 ottobre – Giappone: la città di Sakata viene quasi completamente incenerita da un gigantesco incendio.

### Novembre
- 2 novembre
  - USA: alle elezioni presidenziali Jimmy Carter ottiene il 51% dei voti: sarà il prossimo presidente degli Stati Uniti.
  - Burundi: deposto il governo di Michel Micombero
- 15 novembre – lo Scià di Persia acquista per 22 miliardi di lire i transatlantici Michelangelo e Raffaello; erano costati all'Italia 200 miliardi.
- 18 novembre – Pechino: il Quotidiano del Popolo annuncia che la Cina ha fatto esplodere una bomba all'idrogeno, la terza dopo la morte di Mao Zedong e la ventunesima dal 1964.
- 23 novembre – Grecia: aereo della Olympic Airways si schianta sul Monte Olimpo: muoiono cinquanta persone
- 24 novembre – Turchia: un terremoto provoca 5 000 morti.

### Dicembre
- 1º dicembre
  - L'Angola entra nell'ONU
  - Bangladesh: l'esercito del generale Ziaur Rahman prende il potere.
  - Messico: si insedia il nuovo presidente José López Portillo
- 3 dicembre – a Cuba Fidel Castro diviene presidente del consiglio di stato e del consiglio dei ministri.
- 4 dicembre – Repubblica Centrafricana: il dittatore Jean-Bedel Bokassa si nomina imperatore con il titolo di Bokassa I.
- 18 dicembre – Santiago del Cile: la squadra italiana di tennis conquista dopo settantasei anni la sua prima Coppa Davis battendo il Cile 4-1. La squadra, capitanata da Nicola Pietrangeli, è composta da Adriano Panatta, Paolo Bertolucci, Corrado Barazzutti e Tonino Zugarelli. La vigilia della trasferta era stata accompagnata da aspre polemiche circa l'opportunità di giocare in un paese sotto una dittatura militare.
- 25 dicembre – Bangkok: precipita aereo della Egypt Air; più di cinquanta le vittime.

## Nati
Ci sono circa 4 420 voci su persone nate nel 1976; vedi la pagina Nati nel 1976 per un elenco descrittivo o la categoria Nati nel 1976 per un indice alfabetico.

## Morti
Ci sono circa 1 220 voci su persone morte nel 1976; vedi la pagina Morti nel 1976 per un elenco descrittivo o la categoria Morti nel 1976 per un indice alfabetico.

## Calendario
| Calendario 1976 | Calendario 1976 | Calendario 1976 | Calendario 1976 | Calendario 1976 | Calendario 1976 | Calendario 1976 | Calendario 1976 | Calendario 1976 | Calendario 1976 | Calendario 1976 | Calendario 1976 | Calendario 1976 | Calendario 1976 | Calendario 1976 | Calendario 1976 | Calendario 1976 | Calendario 1976 | Calendario 1976 | Calendario 1976 | Calendario 1976 | Calendario 1976 | Calendario 1976 | Calendario 1976 | Calendario 1976 | Calendario 1976 | Calendario 1976 | Calendario 1976 | Calendario 1976 | Calendario 1976 | Calendario 1976 | Calendario 1976 | Calendario 1976 |
| --------------- | --------------- | --------------- | --------------- | --------------- | --------------- | --------------- | --------------- | --------------- | --------------- | --------------- | --------------- | --------------- | --------------- | --------------- | --------------- | --------------- | --------------- | --------------- | --------------- | --------------- | --------------- | --------------- | --------------- | --------------- | --------------- | --------------- | --------------- | --------------- | --------------- | --------------- | --------------- | --------------- |
|                 | 1               | 2               | 3               | 4               | 5               | 6               | 7               | 8               | 9               | 10              | 11              | 12              | 13              | 14              | 15              | 16              | 17              | 18              | 19              | 20              | 21              | 22              | 23              | 24              | 25              | 26              | 27              | 28              | 29              | 30              | 31              |                 |
| Gennaio         | Gi              | Ve              | Sa              | Do              | Lu              | Ma              | Me              | Gi              | Ve              | Sa              | Do              | Lu              | Ma              | Me              | Gi              | Ve              | Sa              | Do              | Lu              | Ma              | Me              | Gi              | Ve              | Sa              | Do              | Lu              | Ma              | Me              | Gi              | Ve              | Sa              |                 |
| Febbraio        | Do              | Lu              | Ma              | Me              | Gi              | Ve              | Sa              | Do              | Lu              | Ma              | Me              | Gi              | Ve              | Sa              | Do              | Lu              | Ma              | Me              | Gi              | Ve              | Sa              | Do              | Lu              | Ma              | Me              | Gi              | Ve              | Sa              | Do              |                 |                 |                 |
| Marzo           | Lu              | Ma              | Me              | Gi              | Ve              | Sa              | Do              | Lu              | Ma              | Me              | Gi              | Ve              | Sa              | Do              | Lu              | Ma              | Me              | Gi              | Ve              | Sa              | Do              | Lu              | Ma              | Me              | Gi              | Ve              | Sa              | Do              | Lu              | Ma              | Me              |                 |
| Aprile          | Gi              | Ve              | Sa              | Do              | Lu              | Ma              | Me              | Gi              | Ve              | Sa              | Do              | Lu              | Ma              | Me              | Gi              | Ve              | Sa              | Do              | Lu              | Ma              | Me              | Gi              | Ve              | Sa              | Do              | Lu              | Ma              | Me              | Gi              | Ve              |                 |                 |
| Maggio          | Sa              | Do              | Lu              | Ma              | Me              | Gi              | Ve              | Sa              | Do              | Lu              | Ma              | Me              | Gi              | Ve              | Sa              | Do              | Lu              | Ma              | Me              | Gi              | Ve              | Sa              | Do              | Lu              | Ma              | Me              | Gi              | Ve              | Sa              | Do              | Lu              |                 |
| Giugno          | Ma              | Me              | Gi              | Ve              | Sa              | Do              | Lu              | Ma              | Me              | Gi              | Ve              | Sa              | Do              | Lu              | Ma              | Me              | Gi              | Ve              | Sa              | Do              | Lu              | Ma              | Me              | Gi              | Ve              | Sa              | Do              | Lu              | Ma              | Me              |                 |                 |
| Luglio          | Gi              | Ve              | Sa              | Do              | Lu              | Ma              | Me              | Gi              | Ve              | Sa              | Do              | Lu              | Ma              | Me              | Gi              | Ve              | Sa              | Do              | Lu              | Ma              | Me              | Gi              | Ve              | Sa              | Do              | Lu              | Ma              | Me              | Gi              | Ve              | Sa              |                 |
| Agosto          | Do              | Lu              | Ma              | Me              | Gi              | Ve              | Sa              | Do              | Lu              | Ma              | Me              | Gi              | Ve              | Sa              | Do              | Lu              | Ma              | Me              | Gi              | Ve              | Sa              | Do              | Lu              | Ma              | Me              | Gi              | Ve              | Sa              | Do              | Lu              | Ma              |                 |
| Settembre       | Me              | Gi              | Ve              | Sa              | Do              | Lu              | Ma              | Me              | Gi              | Ve              | Sa              | Do              | Lu              | Ma              | Me              | Gi              | Ve              | Sa              | Do              | Lu              | Ma              | Me              | Gi              | Ve              | Sa              | Do              | Lu              | Ma              | Me              | Gi              |                 |                 |
| Ottobre         | Ve              | Sa              | Do              | Lu              | Ma              | Me              | Gi              | Ve              | Sa              | Do              | Lu              | Ma              | Me              | Gi              | Ve              | Sa              | Do              | Lu              | Ma              | Me              | Gi              | Ve              | Sa              | Do              | Lu              | Ma              | Me              | Gi              | Ve              | Sa              | Do              |                 |
| Novembre        | Lu              | Ma              | Me              | Gi              | Ve              | Sa              | Do              | Lu              | Ma              | Me              | Gi              | Ve              | Sa              | Do              | Lu              | Ma              | Me              | Gi              | Ve              | Sa              | Do              | Lu              | Ma              | Me              | Gi              | Ve              | Sa              | Do              | Lu              | Ma              |                 |                 |
| Dicembre        | Me              | Gi              | Ve              | Sa              | Do              | Lu              | Ma              | Me              | Gi              | Ve              | Sa              | Do              | Lu              | Ma              | Me              | Gi              | Ve              | Sa              | Do              | Lu              | Ma              | Me              | Gi              | Ve              | Sa              | Do              | Lu              | Ma              | Me              | Gi              | Ve              |                 |

## Premi Nobel
- per la Pace: Mairead Corrigan, Betty Williams
- per la Letteratura: Saul Bellow
- per la Medicina: Baruch S. Blumberg, D. Carleton Gajdusek
- per la Fisica: Burton Richter, Samuel C. C. Ting
- per la Chimica: William N. Lipscomb
- per l'Economia: Milton Friedman